# Carlos María de Alvear
Carlos María de Alvear, nacido como Carlos Antonio del Santo Ángel Guardián de Alvear y Balbastro (Santo Ángel Guardián, Misiones Orientales, Virreinato del Río de la Plata, 25 de octubre de 1789 – Nueva York, Estados Unidos, 3 de noviembre de 1852), fue un militar, político y diplomático argentino de larga trayectoria que ejerció el Directorio de las Provincias Unidas del Río de la Plata durante tres meses en 1815.

## Antecedentes familiares
Sus nombres de pila bautismal fueron Carlos Antonio del Santo Ángel Guardián, y era hijo del noble español Diego de Alvear y Ponce de León y de la porteña María Balbastro. El nombre de pila incluye al Santo Ángel Guardián por ser el epónimo y patrono de la ciudad en la que naciera: Santo Ángel Guardián de las Misiones, antigua reducción jesuítica de las Misiones Orientales o de El Tapé, actualmente Santo Ângelo en territorio anexado a Río Grande del Sur tras la conquista portuguesa de 1801.
A fines de 1804, viajaba con sus padres y sus hermanos y hermanas rumbo a España en una escuadra de cuatro fragatas; mientras que él viajaba en 'La Medea' la capitana comandada por su padre, su madre y el resto de sus hermanos lo hacían a bordo de la fragata Nuestra Señora de las Mercedes; cuando la escuadra española que les transportaba se encontraba casi frente a la costa de Cádiz, a pesar de ser las relaciones entre España y el Reino Unido pacíficas, se aproximaron sorpresivamente cuatro fragatas británicas. El capitán español, confiado, les permitió una aproximación a "tiro de fusil"; encontrándose a tal distancia, para sorpresa e indignación de los españoles, uno de los capitanes británicos intimó a que el navío español quedara como presa —junto a sus tripulantes— de la Corona británica. Sin poder creer lo que escuchaban, los españoles decidieron enviar una delegación en una chalupa a fin de parlamentar y aclarar posibles malentendidos. Como los británicos vieran que el navío español en lugar de aceptar la intimación parecía dilatar los tiempos del plazo, respondieron con una andanada de "ángeles" (balas de cañón unidas por eslabones) o balas incendiarias (calentadas al rojo vivo). Una de tales balas dio en la santabárbara (polvorín) del navío español que voló por los aires. Desde la nave capitana el joven Alvear, que tenía entonces 14 años, vio como perecían su madre y sus seis hermanos junto a otras 240 personas.
Esta provocación, que tuvo lugar el 5 de octubre de 1804, frente a la costa portuguesa del Cabo de Santa María, motivó la declaración de guerra de España al Reino Unido el 14 de diciembre de 1804 y fue antesala de la batalla de Trafalgar. Los británicos llevaron secuestrados hasta Gran Bretaña a los supervivientes. Allí, Diego de Alvear conocería a Luisa Rebeca Ward, con quien contraería matrimonio en segundas nupcias tres años más tarde. A fines de 1805, padre e hijo regresaron a España. "Si Alvear experimenta cierta antipatía hacia nuestro país, ello se debe a esta terrible catástrofe," diría un viajero británico que lo conoció en Buenos Aires en 1823.[cita requerida]

## Inicio de su carrera militar
Alvear fue uno de los pocos oficiales de carrera en participar de la Guerra de Independencia Hispanoamericana por el bando revolucionario.[cita requerida]
Siendo aún un niño había revistado como cadete en el Regimiento de Dragones de Buenos Aires, en que figuró como portaestandarte.
A fines de 1807 se incorporó a la Brigada de Carabineros Reales (un cuerpo de elite) con el grado de alférez (equivalente al de teniente en los cuerpos de línea) y participó en la campaña contra la invasión napoleónica luchando en las batallas de Tudela, Tarancón, Uclés y Talavera y en los combates de Los Yébenes, Mora y Consuegra. Llegó a Cádiz a fines de 1809 y a los pocos meses fundó la Sociedad de los Caballeros Racionales, o Logia N.º 3 (filial de otra con sede en Londres).[cita requerida]

## Regreso a Buenos Aires
El estallido de la Revolución de Mayo en Buenos Aires, en mayo de 1810, precipitó el que a finales de ese año Carlos María de Alvear pidiera licencia del ejército español, la cual se prolongó hasta su traslado a América.
A principios de 1811 exigió a su padre la parte de la herencia de su madre, que era considerable, y la utilizó para financiar sus proyectos revolucionarios.
Regresó a Buenos Aires en marzo de 1812 en la fragata británica George Canning, en el mismo barco en que viajaban San Martín, José Matías Zapiola, Martiniano Chilavert (niño aún, que viajaba con su padre Francisco Chilavert) y otros militares notorios, ninguno de los cuales se encontraban en el Río de la Plata cuando se produjeron los sucesos mayos. A su desembarco el Primer Triunvirato lo nombró capitán y sargento mayor del flamante escuadrón de Granaderos a Caballo.
Fue quien presentó a San Martín en la sociedad porteña y también su padrino de casamiento.

## Fundación de la Logia Lautaro
Carlos María de Alvear trabajó, junto a San Martín, Zapiola, Martín Rodríguez y otros, en la organización de la Logia Lautaro, un grupo secreto que intentaba corregir la dirección política del gobierno. La logia fue creada con la finalidad de obtener la Independencia de la América Hispana de la corona de los reyes de España y dictar una constitución basada en el liberalismo que estableciera un estado republicano y unitario.
Para lograr tal fin encabezó con San Martín la revolución del 8 de octubre de 1812, que reemplazó al Primer Triunvirato por el Segundo y que convocó a la Asamblea del año XIII. Organizó las elecciones de los representantes porteños y de las provincias y fue el primer presidente de dicha Asamblea.
Ambicionando el poder político y basándose en el centralismo que había existido en el antiguo virreinato, logró que la Asamblea General creara el Directorio a cargo de un Director Supremo de las Provincias Unidas del Río de la Plata, para el cual hizo elegir a su tío Gervasio Antonio de Posadas (primo de su madre). A mediados de 1813 renunció a su banca y fue nombrado coronel del regimiento de infantería N.º 2, pero siguió participando en política a través de la Logia.
La Logia se dividió entre los partidarios de San Martín y los de Alvear, por lo que este -con mayor influencia política- lo alejó del poder poniéndolo al mando del Ejército del Norte.
Con el Alto Perú en poder de los realistas y Chile en peligro, la toma de la guarnición de Montevideo, con 5000 soldados españoles, se volvió un objetivo indispensable puesto que la falta de control de dicha plaza constituía un peligro permanente para Buenos Aires dado que podía ser utilizada como base de operaciones en el caso de una expedición punitiva contra el Río de la Plata. El Segundo Sitio de Montevideo, iniciado en 1812, no había tenido hasta entonces resultados satisfactorios, ya que mientras la armada española tuviera acceso al puerto de Montevideo, la posición de los españoles era inexpugnable. En 1814, Alvear y Juan Larrea, impulsaron la creación de una escuadra naval que, al mando de Guillermo Brown, realizó la Campaña Naval de 1814.
En febrero de 1814 se produjo un motín de las tripulaciones de dos de sus buques, lo cual, sumado a la oposición de San Martín al proyecto, convenció a Posadas de que era hora de “desarmar los barcos”. Con medidas enérgicas, Alvear consiguió sofocar el motín y disuadió al Director Supremo de esta resolución. Gracias a ello, el 8 de marzo, Brown pudo finalmente hacerse a la vela para librar su primer combate naval contra una flotilla realista que se encontraba en la isla Martín García. En pocas semanas también “quedaron igualmente prontas y listas para marchar las tropas que debían pasar a reforzar el sitio, así como todo el material necesario para aquel ejército: armamento, municiones y vestuario”. A principios de abril, una vez reparados los buques que habían combatido en Martín García, la escuadra quedó en condiciones de operar sobre Montevideo.

## Captura de Montevideo
El director Supremo, Posadas, nombró a Carlos María de Alvear comandante del ejército que sitiaba a los realistas en Montevideo, reemplazando a José Rondeau, pero no asumió el mando de este ejército sino después de la victoria naval de Brown frente a Montevideo, por lo que su actuación militar fue muy breve pero exitosa. Negoció la entrega de la plaza y utilizando un ardid la obligó a rendirse a discreción el 20 de junio de 1814. Ese triunfo modificó sustancialmente la geografía de la revolución en el área del Río de la Plata en beneficio de los revolucionarios.
La victoria no dio todos los resultados positivos que se esperaban de ella por las crecientes disidencias del gobierno central con José Gervasio Artigas, el líder de los revolucionarios orientales: este reclamó que la ciudad de Montevideo le fuera entregada a los orientales. Alvear llamó a Artigas a negociar su entrega, pero Artigas, desconfiando de sus intenciones, envió en su lugar a Fernando Otorgués, que acampó con su división a cierta distancia de la ciudad. Al día siguiente de la toma de la plaza, Alvear avanzó al frente de una división, iniciando tratativas con Otorgués mientras reunía otras fuerzas. Acusó a Otorgués de haber intentado sublevar a las tropas realistas en su contra y atacó en Las Piedras el campamento de Otorgués, cuyas tropas fueron completamente dispersadas.
Pronto regresó a Buenos Aires y fue ascendido a brigadier general. La Asamblea Constituyente, que estaba en receso casi permanente, declaró al ejército sitiador y a su jefe “beneméritos de la patria con grado heroico”. El gobierno envió parte de las fuerzas del sitio de Montevideo a unirse al Ejército del Norte, cuyo comandante era Rondeau, después de la renuncia de San Martín.
A las pocas semanas, Alvear fue enviado nuevamente a la Banda Oriental a aplastar la oposición armada de Artigas, dirigiendo una campaña compleja. Como parte de esta misión, Manuel Dorrego venció a Otorgués en la batalla de Marmarajá. Esta victoria, que pareció definitiva, significó su regreso a Buenos Aires. Pero Artigas y sus aliados continuaron la rebelión.
A fines de ese año, Posadas lo nombró comandante del Ejército del Norte pero una revuelta de sus oficiales lo obligó a regresar a la capital.

## Director Supremo
Al ver que no era obedecido, el director Supremo Posadas renunció; en su lugar, la Asamblea nombró Director Supremo de las Provincias Unidas del Río de la Plata a Carlos de Alvear para que cumpliera el resto de su mandato.
El nuevo Director tenía solo 25 años y su breve gobierno fue calificado por muchos como una verdadera dictadura. Entre los que le objetaban se hallaba el entonces gobernador de Cuyo, José de San Martín. Alvear gobernó rodeado de su propia facción, sostenido solo por la logia secreta a la que pertenecía y los oficiales adeptos del ejército. Organizó una red de espionaje y arrestó sin juicio a sus opositores e implantó una severa censura de prensa. Ante una posible conspiración, sin juicio, ordenó ejecutar a un capitán de ejército y colgarlo en la Plaza de Mayo.
Intentó rodearse de un boato y ceremonial que contrastaba con la modestia de que habían hecho gala los gobiernos anteriores, lo que le valió la censura de la opinión pública.
Mientras tanto, la oposición crecía en el interior y en la capital. En todo el territorio estallaron manifestaciones de oposición y rebeldía. El director Alvear carecía de influencia en el interior.
San Martín estuvo en conflicto con el poder central y renunció a su cargo aduciendo mala salud. En respuesta, Alvear envió para reemplazarlo al coronel Gregorio Perdriel, pero este fue rechazado por el cabildo de Mendoza, capital de la provincia de Cuyo, que confirmó a San Martín.
En 1815 Alvear propuso utilizar su ejército para una expedición a Chile y avanzar en la guerra contra los realistas.[cita requerida] Su estrategia era la de atacar a los ejércitos reales indirectamente, llegando hasta la ciudad capital de Lima no a través del Alto Perú, pero el Cabildo de Buenos Aires —dirigido por Antonio José de Escalada, suegro de San Martín, quien era entonces su Regidor y alcalde de primer voto— se negó.
La Banda Oriental, Entre Ríos, Santa Fe, Corrientes, Córdoba y las provincias de Cuyo manifestaron su disconformidad con Alvear, al que le endilgaban representar al centralismo porteño. Ante el creciente descontento, Alvear se propuso intimidar al espíritu público mediante un drástico bando por el cual se condenaba a muerte a quienes criticaran a su gobierno.
Dado que el peor enemigo para la causa del centralismo porteño era Artigas, que dominaba la campaña de la Banda Oriental y estaba extendiendo su influencia a las provincias del litoral, ordenó evacuar Montevideo. Envió al almirante Brown a proponerle a Artigas, a cambio de la retirada de este de las provincias del litoral, la independencia de toda la Banda Oriental, como si fuera este pequeño designio el que llevaba el Jefe de los Orientales. El ofrecimiento fue altivamente rechazado.
Simultáneamente envió un ejército para tomar Santa Fe y, cruzando Entre Ríos, intentar atacar la Provincia Oriental, bajo el mando de Francisco Javier de Viana. Pero el coronel Ignacio Álvarez Thomas, jefe de la vanguardia del ejército, se puso en contacto con enviados de Artigas y declaró su rebelión contra Alvear, negándose a usar sus propias fuerzas en una guerra civil. El 3 de abril de 1815, en la posta de Fontezuelas, cerca de la actual ciudad de Pergamino (provincia de Buenos Aires), Álvarez Thomas se pronunció contra el director Alvear y produjo el  motín de Fontezuelas.
La ciudad de Buenos Aires, hasta entonces un bastión del unitarismo, se plegó al movimiento para deponerlo del Directorio, que encabezaba indirectamente San Martín. A la sublevación militar de Álvarez Thomas se sumó el Cabildo de Buenos Aires y el general Miguel Estanislao Soler. Tras la débil resistencia del coronel Enrique Paillardell, Alvear debió renunciar a su cargo solo tres meses después de haberlo asumido y refugiarse en una fragata de guerra británica. Se dirigió a Brasil. Sus partidarios, incluido Posadas, fueron arrestados. Junto con su Directorio cayó también la Asamblea del Año XIII.

### Cartas a Strangford y Castlereagh
Los cambios en la política europea y la restauración absolutista repercutieron directamente en el proceso de emancipación de Hispanoamérica. Frente a ellos, la respuesta de destacados políticos y militares rioplatenses fue la de reimpulsar los intentos para establecer una monarquía constitucional en el Río de la Plata. Esa fue la causa de las misiones diplomáticas de Manuel de Sarratea, Bernardino Rivadavia y Manuel Belgrano hacia el Brasil y Europa.
Alvear, ante esta nueva situación política, a solo quince días después de asumir como Director Supremo, envió a Río de Janeiro al secretario de la Asamblea, Manuel José García, con el objetivo de impedir que la proyectada expedición española recibiera el apoyo de la corte portuguesa.
Pero, entre otras cosas, García llevaba dos cartas: una para el embajador británico en Río de Janeiro, Lord Strangford, y otra para el ministro de asuntos exteriores Robert Stewart, vizconde de Castlereagh:

"Cinco años de repetidas experiencias han hecho ver de un modo indudable a todos los hombres de juicio y opinión, que este país no está en edad ni estado de gobernarse por sí mismo, y que necesita una mano exterior que lo dirija y contenga en la esfera del orden antes que se precipite en los horrores de la anarquía. Pero también ha hecho conocer el tiempo la imposibilidad de que vuelva a la antigua dominación, porque el odio a los Españoles, que ha excitado su orgullo y opresión desde el tiempo de la conquista, ha subido de punto con los sucesos y desengaños de su fiereza durante la revolución."

"La sola idea de composición con los Españoles los exalta hasta el fanatismo, y todos juran en público y en secreto morir antes que sujetarse a la Metrópoli. En estas circunstancias solamente la generosa Nación Británica puede poner un remedio eficaz a tanto males, acogiendo en sus brazos á estas Provincias que obedecerán su Gobierno, y recibirán sus leyes con el mayor placer, porque conocen que es el único medio de evitar la destrucción del país, á que están dispuestos antes que volver á la antigua servidumbre, y esperan de la sabiduría de esa nación una existencia pacífica y dichosa. Yo no dudo asegurar á V.E., sobre mi palabra de honor, que éste es el voto y objeto de las esperanzas de todos los hombres sensatos, que son los que forman la opinión real de los Pueblos; y si alguna idea puede lisonjearme en el mando que obtengo, no es otra cosa que la de poder concurrir con la autoridad y el poder a la realización de esta medida toda vez que se acepte para la Gran Bretaña. Sin entrar en los arcanos de la Política del Gabinete Inglés, yo he llegado a persuadirme que el proyecto no ofrece grandes embarazos en la ejecución."

"Estas provincias desean pertenecer a Gran Bretaña, recibir sus leyes, obedecer su gobierno y vivir bajo su influjo poderoso. Ellas se abandonan sin condición alguna a la generosidad y buena fe del pueblo inglés y yo estoy resuelto a sostener tan justa solicitud para librarlas de los males que las afligen. Es necesario se aprovechen los momentos; que vengan tropas que impongan a los genios díscolos y un jefe plenamente autorizado para que empiece a dar al país las formas que sean de su beneplácito, del rey y de la nación a cuyos efectos espero que V.E. me dará sus avisos con la reserva y prontitud que conviene para preparar oportunamente la ejecución…"

"Inglaterra no puede abandonar a su suerte a los habitantes del Río de la Plata en el acto mismo que se arrojan en sus brazos generosos..."

"Yo deseo que V.E. se digne escuchar mi enviado, Dn. Manuel García, acordar con él lo que V.E. juzgue conducente y manifestarme sus sentimientos, en la inteligencia que estoy dispuesto á dar todas las pruebas de sinceridad de esta comunicación, y tomar de consuno las medidas que sean necesarias para realizar el proyecto, si en el concepto de V.E., puede encontrar acogida feliz en el ánimo del Rey y la Nación. Dios Guíe á V.E. Ms As. Bs. Ays. E° 25 de 1815. Carlos de Alvear. "

El sentido de estas cartas muestra la intención de Alvear de solicitar un protectorado británico para las Provincias del Río de la Plata, aunque algunos historiadores han puesto en duda las verdaderas intenciones de Alvear. Excepto los abundantes panegiristas de Alvear, estas cartas pueden ser consideradas como un gesto de traición a la patria, si a ella se la entiende como una nación independiente de toda dominación extranjera y no solamente de la Corona española.
García se reunió en secreto con Strangford a principios de 1815; no le entregó ninguna de estas dos cartas, pero le permitió leerlas. Strangford le aconsejó cambiar el texto de las cartas por otro más acorde con la nueva situación de alianza del Reino Unido con el rey Fernando VII de España. Este nuevo memorial, escrito por García, fue enviado a Londres por medio de Bernardino Rivadavia, pero nunca fue entregado.

## Exilio en Río de Janeiro y Montevideo
Al desembarcar en Río de Janeiro, Alvear se enteró de la próxima llegada a esa ciudad del general Gaspar de Vigodet, el antiguo jefe español de Montevideo. Este seguía resentido por la manera en que Alvear lo había obligado a rendir la plaza de Montevideo. Durante su estadía de casi un año en Río, intentó apoderarse de su antiguo subordinado. Alvear encontró un aliado inesperado en el encargado de negocios español en la corte portuguesa, Andrés Villalba, quien prometió protegerlo contra estas agresiones si pedía clemencia al monarca español. La situación de Alvear era delicada; lo sabía perfectamente y así se lo manifestó a San Martín meses después:

Mucho he tenido que sufrir con Vigodet que se halla aquí. Ha hecho las más fuertes instancias para que mi persona le fuese entregada, y mandarme a España a concluir mis días en un cadalso.

Por recomendación de García, Alvear entregó a Villalba un detalle de las fuerzas militares, su armamento y grado de instrucción, confirmando la información que Villalba poseía. También incitaba al gobierno español a contactar a los realistas de Córdoba y Buenos Aires.
Semanas más tarde, para obtener la protección de Villalba contra Vigodet, le presentó también una larga representación en la cual explicaba su conducta desde su llegada a Buenos Aires en 1812, afirmando haber actuado siempre a favor de los intereses de la Corona española, aclarando que en muchas ocasiones había tenido que obrar “en sentido contrario a este objeto”, y solicitaba el perdón del Rey. Le decía que se había elevado al gobierno para volver al país a la dominación española y

“poner término a esta maldita revolución... Porque mi decidido conato ha sido volver estos países a la dominación de un Soberano que solamente puede hacerlos felices..."

También sobre este documento existen distintas opiniones, aunque es habitualmente interpretado como una nueva traición a la patria. En este caso, los defensores de Alvear se han dividido entre quienes consideraron el documento apócrifo y quienes sostuvieron que se trataba de un manifiesto fingido.
La "representación" provocó la furia de Carlota Joaquina de Borbón, hermana de Fernando VII, esposa del príncipe regente de Portugal y defensora acérrima de los derechos de su hermano en el Río de la Plata. En una carta que le escribió meses más tarde, se quejó nuevamente de la conducta de su representante en Río, a quien consideraba demasiado crédulo y falto de experiencia:

"Quiero prevenirte ahora que tu encargado Villalba ha remitido al ministerio de estado representaciones de Carlos Alvear, de Nicolás Herrera, de Manuel García y otros. Todos ellos son tus enemigos, todos conspiran contra tus dominios en estas regiones y todos son criminales."

Al año siguiente, Villalba fue reemplazado por el Conde de Casa Flórez, quien intentó convencer a Alvear de unirse a la causa de Fernando VII. Al no conseguir este objetivo, le hizo llegar el fingido memorial de Alvear a Juan Martín de Pueyrredón, quien lo hizo publicar en 1818 en la Gazeta de Buenos Ayres.
En 1817 se produjo la invasión luso-brasileña a la Provincia Oriental que tomó la ciudad de Montevideo. El pueblo oriental —dirigido por Artigas— logró mantener a los invasores limitados al control de la ciudad. Alvear se instaló en la ciudad ocupada de Montevideo en mayo de 1818, luego de casi tres años de exilio en Río de Janeiro.

## La Anarquía del Año XX
A fines de 1819 Alvear se alió al general chileno José Miguel Carrera —enemigo jurado de San Martín y Bernardo O'Higgins— y otros opositores a los grupos que gobernaban en Buenos Aires y Santiago. Alvear y Carrera se unieron a las fuerzas federales dirigidas por los caudillos del litoral, el santafecino Estanislao López y el entrerriano Francisco Ramírez, a pesar de que ambos eran seguidores de Artigas. Estos derrotaron al Director Supremo, José Rondeau, en la batalla de Cepeda, librada el 1 de febrero de 1820, que significó la caída del Directorio y la disolución del Congreso, cesando todas las autoridades nacionales.
La idea de Carrera y Alvear era unirse para ocupar cada uno el mando supremo en sus respectivos países; pero Manuel de Sarratea, que también era protegido por los federales, se les adelantó y se hizo nombrar gobernador de la provincia Buenos Aires. Sin embargo, a pesar de la derrota sufrida en Cepeda, el partido "directorial" no estaba totalmente desarticulado. A principios de marzo, los generales Juan Ramón Balcarce y Miguel Estanislao Soler lideraron una revuelta que derrocó a Sarratea, quien se refugió en el campamento federal. En medio de la confusión y el desorden, algunos partidarios de Alvear lo convencieron de desembarcar en Buenos Aires para sacar partido de la situación. Pero su intervención debilitó al gobierno de Balcarce —apenas duró una semana— sin beneficiarlo a él: Sarratea, sostenido nuevamente por Ramírez y Carrera, volvió a ocupar el sillón de gobernador.
Para deshacerse de la amenaza que presentaba Soler al frente del ejército, Sarratea llamó a Alvear, quien se encontraba en la goleta "Brac". Creyendo que finalmente había llegado su hora, en la noche del 25 de marzo de 1820, Alvear desembarcó subrepticiamente para liderar un complot contra Soler, quien fue puesto en prisión.
Esta asonada de Alvear tampoco tuvo éxito, esta vez por la falta de apoyo del Cabildo porteño, dominado por los mismos personajes que habían contribuido a su derrocamiento en abril de 1815. Ante esta resistencia, Sarratea decidió no sólo abandonarlo a su propia suerte, sino exigirle que se marchara inmediatamente de la capital, además de liberar a Soler de prisión. Alvear desistió de sus planes y, al frente de un grupo de oficiales y soldados adictos, marchó hacia las afueras de la ciudad en donde se reunió con Carrera y sus tropas. Con su cabeza bajo precio, Alvear se refugió en el campamento de Ramírez, perseguido por su pariente, el general Domingo French, quien exigió a Ramírez la entrega del traidor Don Carlos de Alvear; pero el caudillo entrerriano se negó a entregarlo, aduciendo que estaba bajo su protección.
Sarratea no pudo mantenerse en el poder por mucho tiempo. Como temía, a las pocas semanas lo derrocó Soler, quien se instaló como gobernador de Buenos Aires. Después de que Ramírez se retiró hacia Entre Ríos a fines de abril de 1820, a combatir contra Artigas, López decidió reemplazarlo por Alvear y marchó con sus fuerzas a San Antonio de Areco, en donde se le unió Carrera con su “Ejército Restaurador” y Alvear al mando de un grupo de cincuenta oficiales leales a su causa conocidos como los proscriptos.
Soler organizó rápidamente la defensa de Buenos Aires, acantonando en las cercanías de Morón unos 1250 hombres, al que se enfrentaban las llamadas fuerzas federales de López: unos 500 milicianos santafecinos, los 500 soldados chilenos de Carrera y la brigada de Alvear, formada por los 50 oficiales adictos. La batalla fue en Cañada de la Cruz y terminó en una amplia victoria para López y sus aliados.
López y Carrera hicieron que el Cabildo de Luján eligiese a Alvear como gobernador el 1 de julio. Sin embargo, el Cabildo de Buenos Aires desconoció su elección y cuatro días más tarde eligió a Manuel Dorrego como gobernador, quien decidió vengar el revés sufrido por el ejército porteño y lanzó una ofensiva contra las fuerzas federales. López se había retirado detrás del Arroyo del Medio, dejando a las fuerzas de Carrera y Alvear aisladas en la villa de San Nicolás de los Arroyos, donde, luego de un encarnizado combate, fueron completamente derrotadas. Dorrego informó al Cabildo de Buenos Aires de su victoria, destacando que “ha sido igualmente fruto de nuestra empresa la prisión del cuadro de oficiales que formaban la escolta de Alvear, que han sido los más obstinados en rendirse”. Luego de este fracaso, Alvear tuvo que regresar a Montevideo.

## Misiones diplomáticas en Inglaterra, Estados Unidos y Bolivia
En 1822 Carlos María de Alvear retornó a Argentina luego de siete años de exilio, gracias la denominada Ley del olvido dictada por el nuevo gobernador de la Provincia de Buenos Aires, el general Martín Rodríguez.
Las autoridades le encargaron una misión ante el gobierno británico. En Londres, Alvear tuvo una importante entrevista con George Canning, Secretario de Asuntos Exteriores, durante la que enfatizó que las Provincias Unidas del Río de la Plata eran de facto independientes y que tenían un gobierno estable. También hizo hincapié sobre la justicia de los reclamos de Buenos Aires sobre la Banda Oriental, ocupada desde 1817 por Portugal y luego por el Imperio de Brasil. Pocos días después de esta entrevista, en una decisión influida —entre otros antecedentes— por las expresiones de Alvear[cita requerida], el gabinete británico decidió reconocer la independencia de las Provincias Unidas.
A mediados de 1824, Alvear llegó a la capital de Estados Unidos donde se reunió con el presidente James Monroe y con John Quincy Adams, Secretario de Estado. A ambos les manifestó el interés del gobierno de Buenos Aires en que Estados Unidos apoyara sus reclamos sobre la Banda Oriental.
En noviembre de 1824, mientras Alvear iniciaba su regreso a Buenos Aires, el ejército de Simón Bolívar asestaba un golpe decisivo y final a la dominación colonial española en la batalla de Ayacucho. Este triunfo hizo que el gobierno abrigara esperanzas de que Bolívar interviniera en favor de los intereses de las Provincias Unidas en contra del Imperio de Brasil. Poco después de haber llegado a Buenos Aires, Alvear fue convocado para cumplir una delicada misión diplomática ante Bolívar, acompañado por el doctor José Miguel Díaz Vélez, actuando como secretario Domingo de Oro. El objetivo oficial era felicitar al Libertador por sus recientes triunfos, negociar la devolución de la provincia de Tarija y lograr una alianza frente a la inminente guerra contra el Imperio del Brasil por la Banda Oriental.
Gracias a las cartas que recibía del Deán Gregorio Funes, su agente en Buenos Aires, Bolívar sabía perfectamente qué buscaban los porteños. Alvear compartía al ambicioso proyecto de Bolívar de crear una gran república hispanoamericana que incluyera a Chile y los territorios del antiguo Virreinato del Río de la Plata. En momentos en que las ideas monárquicas todavía estaban en boga, Alvear veía en el venezolano una encarnación de George Washington, un personaje capaz de aglutinar las distintas facciones que se disputaban el poder detrás de un proyecto republicano común, similar al que habían creado los norteamericanos. No abandonaba sus ambiciones políticas y esperaba desempeñar un papel importante en esa república.
El 28 de enero de 1825 Juan Gregorio de Las Heras lo nombró Ministro Plenipotenciario ante el gobierno de la República de Colombia (Nueva Granada, Venezuela y Ecuador), siendo su secretario el teniente coronel Tomás Iriarte. Al mismo tiempo designó, con idéntico carácter de ministro plenipotenciario, al doctor Díaz Vélez, en legación conjunta.
Tras unas audiencias privadas del 8 y el 9 de octubre de 1825, Bolívar recibió oficialmente a la misión Alvear-Díaz Vélez diez días después. En principio ambos ministros lograron que Bolívar aceptara la propuesta del doctor Díaz Vélez y el 17 de noviembre de ese año ordenara al mariscal Antonio José de Sucre, flamante primer presidente de Bolivia, la devolución de Tarija contra su voluntad.
No obstante, la misión no tuvo el efecto buscado: tras un breve período de subordinación a las Provincias Unidas, el 26 de agosto de 1826 Tarija se incorporó a Bolivia En respuesta a la anexión boliviana, el Congreso Constituyente de la Argentina, sancionó la ley del 30 de noviembre de 1826 —promulgada el 1 de diciembre— por la que declaró a Tarija y su territorio adyacente como una provincia argentina, separada de la de Salta.
En una carta al general Santander, vicepresidente de Colombia, Bolívar explicaba que

"El general Alvear, que según todas las noticias es el militar de más crédito, y que realmente tiene mérito, se vuelve inmediatamente a Buenos Aires con grandes miras; él desea ponerse de acuerdo conmigo en todo y por todo; ha llegado a proponerme (como pensamiento secreto) la reunión de la República Argentina y Boliviana... Él no abandona este proyecto por nada, y menos aún de llamarme a fijar los destinos del Río de la Plata; él dice que sin mi su patria vacilará largo tiempo, y que exceptuando cuatro individuos del gobierno, todo el pueblo me desea como un ángel de protección."

El Libertador confesó a Alvear que su propuesta era

"muy conforme con mis deseos íntimos... la liga de esta República con la Argentina la quisiera yo extensiva a toda la América antes española, conforme al proyecto general de federación."

Paralelamente, Alvear y Díaz Vélez presionaron a Bolívar para que interviniera en el conflicto que se avecinaba por la Banda Oriental. Alvear intentó convencerlo de

la necesidad de dar algunos pasos que mantengan al Brasil en la persuasión de que S.E. está decidido a asistir a la Nación Argentina en la guerra que se ve forzada a sostener contra el Imperio, para de este modo coadyuvar a determinar las intenciones que manifiesta el Emperador, las cuales no pueden dimanar sino del temor de las consecuencias de una lucha contra todos los nuevos estados.

Alvear creía conveniente que

a todo trance y a toda costa, se evite declarar nosotros la guerra por ahora, y sería muy conveniente a mi ver, hacer gran bulla con Bolívar, para que el Brasil se contenga y dar tiempo a que las cosas maduren.

Pero el venezolano se negaba a involucrarse, a pesar de que personalmente se sentía atraído por una causa que prometía agregar más laureles a su corona. Fuentes contrarias a la versión unitaria de la entrevista refieren que no había interés en las tropas de Bolívar, por el peligro que significaban para el centralismo porteño. Por su parte, Bolívar enfrentaba presiones del Reino Unido, a quien debía gran parte de su éxito y su gloria. El Libertador sabía que George Canning se oponía a que interviniera en la guerra que se avecinaba, y la inminente mediación británica y el interés de la Corona británica por evitar un conflicto sugerían que la guerra no tendría lugar. Sin guerra, no habría gloria: estas consideraciones convencieron a Bolívar de dejar de lado la situación en el Río de la Plata.

## Guerra con el Imperio del Brasil
Luego de que Bolívar partiera rumbo a Lima, Alvear decidió regresar a Buenos Aires. En su ausencia, en Buenos Aires el Congreso General había elegido presidente a Bernardino Rivadavia, que al regreso de Alvear lo nombró ministro de Guerra y Marina. Aunque este tenía una buena relación con el nuevo presidente, como jefe de partido abrigaba ambiciones políticas propias, por lo que aceptó el nombramiento solo después de algunas semanas de indecisión, probablemente con la promesa de que sería finalmente nombrado comandante en jefe del ejército. Poco después y frente a la decisión del pueblo oriental de incorporarse a las Provincias Unidas del Río de la Plata, el Imperio del Brasil declaró la guerra a la Argentina.
Desde el Ministerio de Guerra se dedicó eficazmente a mejorar el estado y la organización del ejército. A fines de marzo de 1826 las tropas contaban con dos mil ochocientas plazas, en su mayoría reclutas. A estas fuerzas se sumaban cerca de 2500 milicias irregulares al mando del caudillo oriental Juan Antonio Lavalleja. La posibilidad de una ofensiva contra el Imperio quedaba totalmente descartada, a menos que se pudiera remontar, armar y aprovisionar al ejército. Con la seguridad de mandarlo poco después, Alvear se dedicó a aprovisionarlo al máximo.
Una crisis de mando en el ejército, la inminencia de una ofensiva brasileña y la necesidad de mostrar algún triunfo militar antes de iniciar negociaciones de paz, convencieron a Rivadavia de nombrar a Alvear como comandante en jefe del ejército a mediados de 1826. Alvear tenía treinta y siete años y una relativamente larga carrera militar y política.
A su favor tenía cierta experiencia diplomática, que le hubiera permitido tener una visión amplia del problema político-diplomático, pero su experiencia en Río de Janeiro y Montevideo lo hacían más que sospechoso de pretender alcanzar objetivos políticos que nada tenían que ver con su misión. Sus enemigos dentro y fuera del ejército, que no eran pocos, temían “el poder militar que podría crearse” Alvear si lograba una victoria.
Al parecer, el gobierno no tenía interés en concentrar sus fuerzas en el objetivo de recuperar la Provincia Oriental; este objetivo era deseable —dentro de ciertos límites, ya que incluía reincorporar el puerto de Montevideo, rival del de Buenos Aires— pero no indispensable. El objetivo central era, solamente, lograr la paz en condiciones favorables.
El objetivo militar del gobierno era, a través de una campaña militar en el sur de Brasil y de la sublevación de los esclavos en esa región, forzar al Emperador Pedro I de Brasil a firmar un armisticio favorable a las Provincias Unidas, y a ese objetivo estuvo apuntada la campaña de Alvear.

### Ituzaingó
Inmediatamente de declarada por el Imperio la Guerra del Brasil avanzaron las tropas argentinas hacia el norte lo más rápido que pudieron buscando alcanzar Bagé antes de que se reunieran los dos principales ejércitos brasileños. Alvear logró este objetivo pero debió permanecer en esa posición varios días por las malas condiciones de los caminos, de sus caballos y bueyes, gracias a lo cual el enemigo reunió sus fuerzas.
Unas semanas más adelante reinició su avance, con varias partidas de caballería operando alrededor. La que operaba al mando del general Juan Lavalle logró la victoria en la batalla de Bacacay, y el general Lucio Norberto Mansilla en la batalla de Ombú.
Como el ejército brasileño se refugió en las sierras, Alvear realizó un movimiento de flanco, atrayendo al enemigo hacia São Gabriel. Quedó inesperadamente encerrado contra el río Santa María, que no pudo cruzar por el Paso del Rosario porque estaba muy crecido. Retrocediendo rápidamente, el ejército de Alvear logró sorprender al imperial en la batalla de Ituzaingó y obtuvo la más importante victoria de la guerra, el 20 de febrero de 1827.
Alvear no pudo perseguir al enemigo por falta de buenos caballos y la victoria no significó la destrucción del ejército brasileño, aunque este se desbandó y sufrió importantes bajas.
Meses más tarde Alvear retomó la ofensiva y logró una nueva victoria en el batalla de Camacuã, pero el avance ya no podía continuar. Falto de apoyo desde Buenos Aires, cuyo gobierno prefería concentrarse en enfrentar a los caudillos federales —quienes no mostraron interés en apoyar al ejército porteño como la mayoría de los gobernadores unitarios y no ayudaron en el envío de tropas y pertrechos— debió retroceder y dejar su ejército en posición defensiva. A mediados de 1827 renunció y se retiró a Buenos Aires, dejando al general José María Paz como comandante interino.
Su actuación en esta guerra fue muy controvertida. El jefe de su artillería, Tomás de Iriarte lo acusó de haber buscado la derrota destruyendo su armamento. Por otro lado, muchos de los oficiales, como Paz, Lavalleja e Iriarte,  declararon que la responsabilidad de la victoria de Ituzaingó fue de sus subordinados, y acusaron a Alvear de inacción por no haber intentado perseguir a los vencidos y destruir su ejército.
Algunos otros testigos, en cambio, desecharon las críticas de Paz e Iriarte y declararon que la victoria de Ituzaingó se debió principalmente a la estrategia de Alvear. Las opiniones de los historiadores militares están divididas: muchos criticaron la actuación de Alvear durante esta guerra y otros ponderan sus condiciones de general.

### Consecuencias políticas
Gracias a la ofensiva lanzada por Alvear, el ejército del Imperio del Brasil se vio obligado a abandonar las cercanías del territorio oriental y retirarse hasta la ciudad de Río Grande. Tal vez, si el ejército de las Provincias Unidas del Río de la Plata se hubiera sido reaprovisionado, Alvear podría haber asestado un golpe decisivo al enemigo. Pero como estrategia general fue un fracaso: la victoria republicana de Ituzaingó fue una humillación para el ejército imperial pero no logró favorecer la posición argentina en la negociación: Manuel José García terminó cediendo todo.
La Convención Preliminar de Paz de 1827 firmada por García en Río de Janeiro, al que tanto Rivadavia como Alvear se opusieron, asestó un golpe mortal a la presidencia de Rivadavia, quien se vio forzado a renunciar. El Congreso Nacional y la Presidencia fueron disueltas y al poco tiempo Manuel Dorrego asumió el poder como gobernador de Buenos Aires.
Dorrego nombró a Lavalleja como comandante en jefe del ejército, con lo que se atraía a las fuerzas orientales. Pero Lavalleja no era un gran general ni tenía prestigio entre los oficiales de las demás provincias, por lo que no logró mejorar la situación militar. Además, se negó a secundar la política de Dorrego, volcándose progresivamente a la idea de la independencia de su provincia; es posible que planeara intentar anexarle el territorio de Río Grande del Sur.
En definitiva, prevalecieron los intereses del Reino Unido, que hábilmente fomentaban la división en la Cuenca del Plata. El objetivo era la creación de un “estado tapón” que pudiera servir de base a los intereses británicos y garantizar la navegación del Río de la Plata como aguas internacionales. Presionado por la diplomacia británica y la banca controlada por comerciantes británicos Dorrego firmó la Convención Preliminar de Paz de 1828, tratado que, en definitiva, declaró la independencia del Estado Oriental del Uruguay.

## Primer ministro plenipotenciario argentino en Estados Unidos
Tras la caída del presidente Bernardino Rivadavia, Carlos María de Alvear se retiró temporalmente de la vida pública hasta la revolución de diciembre de 1828, en que volvió a la actividad política. Durante la guerra civil entre Juan Manuel de Rosas y el general Lavalle, este lo nombró ministro de guerra y marina. En este cargo organizó la defensa de la ciudad de Buenos Aires contra una posible invasión federal, pero ante el acercamiento entre Lavalle y Rosas, Alvear renunció al ministerio. El partido antirrosista se aglutinó alrededor suyo y ganó las elecciones legislativas de julio de 1829, que debía nombrar un nuevo gobernador, ayudado por la violencia y el fraude organizados por Salvador María del Carril. Ante este resultado, Lavalle declaró las elecciones inválidas; lo que habilitó a mediano plazo la llegada de Rosas al poder.
En 1832, el gobernador Rosas lo nombró ministro plenipotenciario en Estados Unidos de América para resolver un conflicto originado en las Islas Malvinas. Pero su mala salud y un cambio de gobierno dejaron este nombramiento en suspenso. Durante este tiempo, Alvear participó activamente en la política. En 1834 se alió con el caudillo federal Facundo Quiroga para establecer una constitución en las Provincias Unidas; el asesinato del caudillo riojano en Barranca Yaco desbarató estos planes.
Meses después, Rosas reasumió el gobierno con la suma del poder público y las facultades extraordinarias iniciando una política de persecución a sus opositores, tanto federales como unitarios.[cita requerida]Alvear entonces estableció contacto con el mariscal Andrés de Santa Cruz, presidente de la Confederación Perú-Boliviana, para solicitar su ayuda para derrocarlo. Esta conspiración fue descubierta por Rosas, que optó por deshacerse de Alvear nombrándolo embajador en Estados Unidos. La aceptación de este nombramiento por parte de Alvear fue considerada como una traición por los unitarios emigrados en Montevideo, como Lavalle, Paz, Iriarte, Mitre y Varela.
Alvear partió hacia Estados Unidos a principios de 1838, cuando comenzaba el bloqueo francés al Río de la Plata. Defendió la postura adoptada por Rosas frente a las disputas con Francia y el Reino Unido y advirtió a su gobierno sobre el peligro que presentaban el neocolonialismo de aquellas potencias.[cita requerida]
Fue un hábil diplomático y geopolítico previniendo sobre el expansionismo estadounidense.
Permaneció como ministro plenipotenciario de la Confederación Argentina en Estados Unidos hasta después de la caída de Rosas. Su vencedor, Justo José de Urquiza, lo confirmó en su cargo.
Unas semanas más tarde, el 3 de noviembre de 1852, Alvear falleció en Nueva York.
Sus restos mortales descansan en el Cementerio de la Recoleta de la Ciudad de Buenos Aires, en un mausoleo familiar diseñado por el arquitecto Alejandro Christophersen en 1905.

## Un personaje histórico polémico

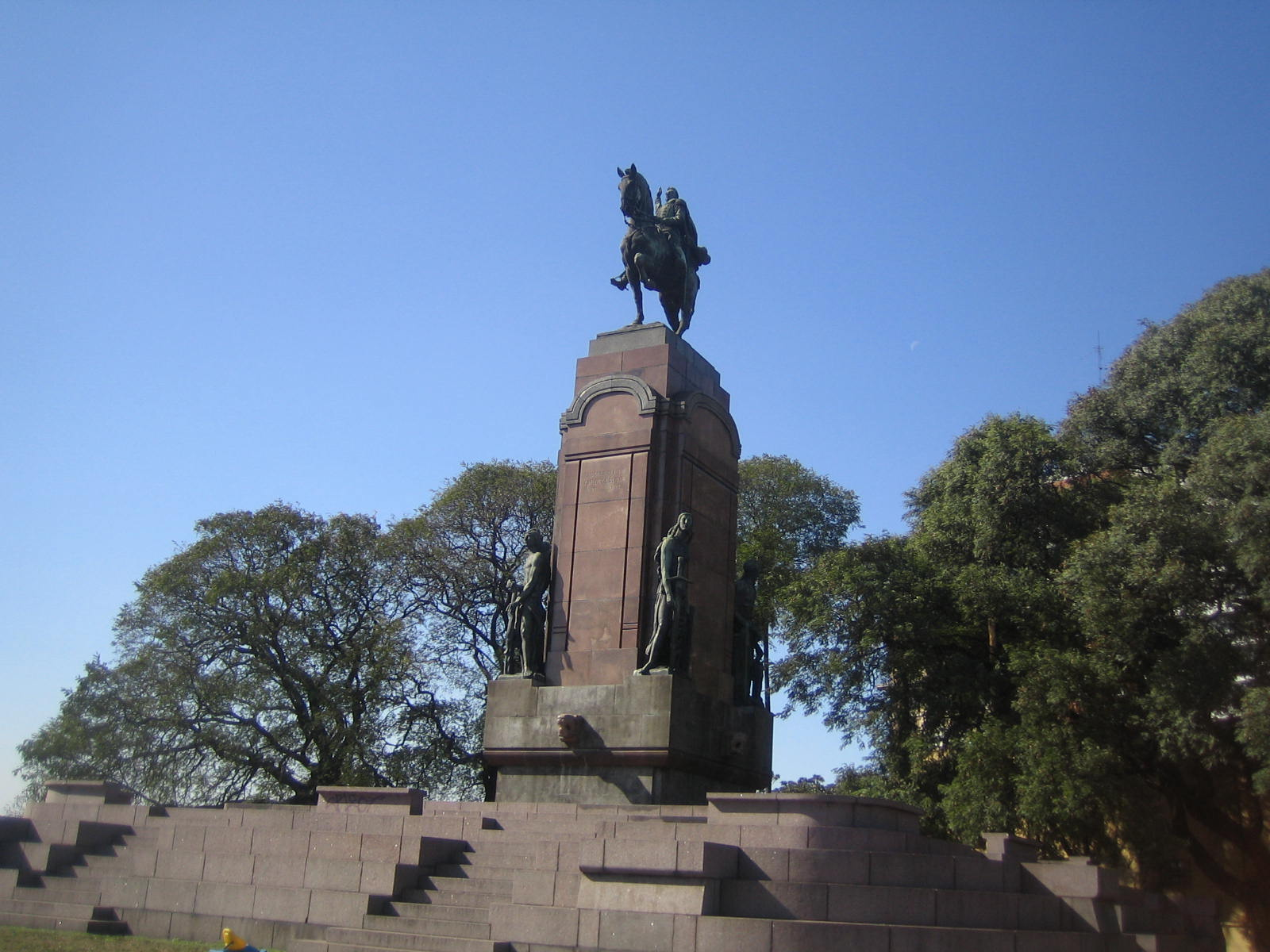
Monumento ecuestre a Alvear en Buenos Aires, obra del escultor francés Antoine Bourdelle.

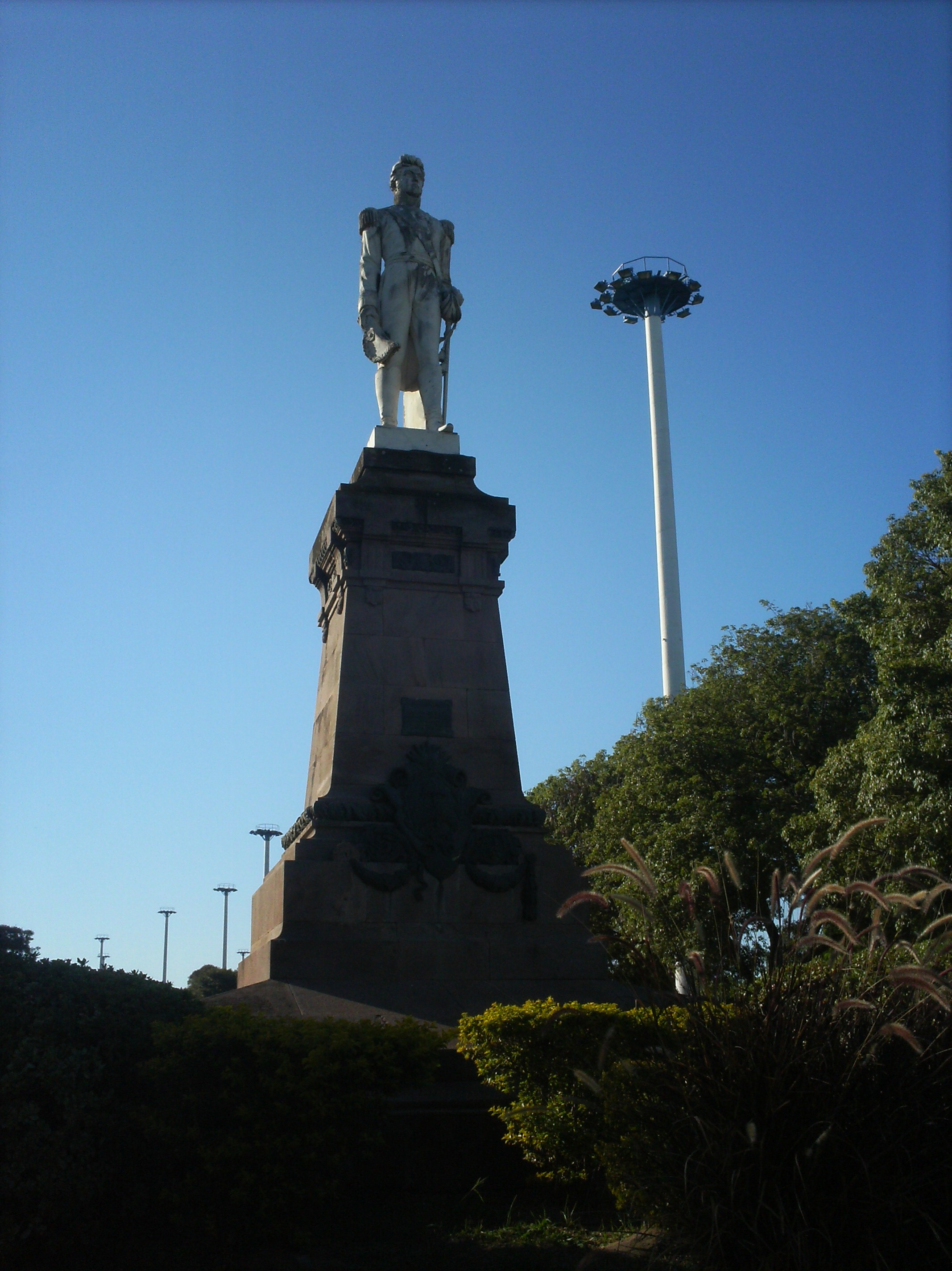
Estatua del General Alvear, obra de la escultora argentina Lola Mora, ubicada cerca del acceso al Puente General Belgrano y la avenida costanera Gral. San Martín, en la ciudad de Corrientes.

Carlos María de Alvear fue uno de los personajes más controvertidos de la historia de la independencia argentina. A pesar de la abundantísima bibliografía existente sobre su carrera, no existe ninguna biografía completa de Alvear. Muchos historiadores han documentado, con innumerables pruebas historiográficas, que Alvear era promotor de los intereses de Gran Bretaña en Sudamérica durante las primeras tres décadas del siglo XIX, por medio de sus aliados portugueses.
La historiografía registra cuáles eran sus enemigos, en la figura de los grandes próceres rioplatenses José de San Martín y José Artigas.
Es considerado un héroe nacional por la historiografía argentina,[cita requerida] a pesar de la opinión negativa por parte de su fundador, Bartolomé Mitre. La influencia de su hijo, el intendente de la ciudad de Buenos Aires, Torcuato de Alvear, y su nieto, el presidente Marcelo Torcuato de Alvear, le permitieron sobrevivir en la estimación pública a lo largo de los años.
Mitre lo atacó por sus cartas a Strangford y Castlereagh; pero, a pesar de esto, sigue siendo considerado un prócer nacional.[cita requerida] La aparición del revisionismo histórico lo convirtió en uno de los principales centros de sus ataques. Pese a la condena de Mitre y de los revisionistas, siempre tiene defensores.
En general es un personaje identificado, en primera etapa, con el partido unitario, cuyas opiniones fueron compartidas por la minoría poderosa de la élite porteña dedicada al librecambio; en una segunda etapa es identificado con los federales, por haberse desempeñado como embajador de Rosas durante largos años, hasta el año mismo de su fallecimiento.

## Ancestros
| \| \| \| \| \| \| \| \| \| \| \| \| \| \| \| \| \| \| \| \| 16. Juan Bautista García de Alvear y Garnica \| \| \| \| \| \| \| \| \| \| \| \| \| \| \| \| \| \| \| \| \| \| \| \| \| \| \| \| \| \| \| \| \| \| \| \| \| \| \| \| \| \| \| \| \| \| \| \| \| \| \| \| \| \| 8. Diego Sebastián de Alvear y Rajadel de Escalera \| \| \| \| \| \| \| \| \| \| \| \| \| \| \| \| \| \| \| \| \| \| \| \| \| \| \| \| \| \| \| \| \| \| \| \| \| \| \| \| \| \| \| \| \| \| \| \| \| \| \| \| \| \| 17. Francisca Rajadel de Escalera y Castillejo \| \| \| \| \| \| \| \| \| \| \| \| \| \| \| \| \| \| \| \| \| \| \| \| \| \| \| \| \| \| \| \| \| \| \| \| \| \| \| \| \| \| \| \| \| \| \| \| \| \| \| \| \| \| 4. Santiago María de Alvear y Morales \| \| \| \| \| \| \| \| \| \| \| \| \| \| \| \| \| \| \| \| \| \| \| \| \| \| \| \| \| \| \| \| \| \| \| \| \| \| \| \| \| \| \| \| \| \| \| \| \| \| \| \| \| \| 18. Francisco Morales y Cassasola \| \| \| \| \| \| \| \| \| \| \| \| \| \| \| \| \| \| \| \| \| \| \| \| \| \| \| \| \| \| \| \| \| \| \| \| \| \| \| \| \| \| \| \| \| \| \| \| \| \| \| \| \| \| 9. María Morales y Navarro \| \| \| \| \| \| \| \| \| \| \| \| \| \| \| \| \| \| \| \| \| \| \| \| \| \| \| \| \| \| \| \| \| \| \| \| \| \| \| \| \| \| \| \| \| \| \| \| \| \| \| \| \| \| 19. María Navarro y Salado \| \| \| \| \| \| \| \| \| \| \| \| \| \| \| \| \| \| \| \| \| \| \| \| \| \| \| \| \| \| \| \| \| \| \| \| \| \| \| \| \| \| \| \| \| \| \| \| \| \| \| \| \| \| 2. Diego Estanislao de Alvear y Ponce de León \| \| \| \| \| \| \| \| \| \| \| \| \| \| \| \| \| \| \| \| \| \| \| \| \| \| \| \| \| \| \| \| \| \| \| \| \| \| \| \| \| \| \| \| \| \| \| \| \| \| \| \| \| \| 20. N. Fernández y Carnero \| \| \| \| \| \| \| \| \| \| \| \| \| \| \| \| \| \| \| \| \| \| \| \| \| \| \| \| \| \| \| \| \| \| \| \| \| \| \| \| \| \| \| \| \| \| \| \| \| \| \| \| \| \| 10. Juan Luis Fernández y Arnedo \| \| \| \| \| \| \| \| \| \| \| \| \| \| \| \| \| \| \| \| \| \| \| \| \| \| \| \| \| \| \| \| \| \| \| \| \| \| \| \| \| \| \| \| \| \| \| \| \| \| \| \| \| \| 21. N. Arnedo y Váquez Pacheco \| \| \| \| \| \| \| \| \| \| \| \| \| \| \| \| \| \| \| \| \| \| \| \| \| \| \| \| \| \| \| \| \| \| \| \| \| \| \| \| \| \| \| \| \| \| \| \| \| \| \| \| \| \| 5. María Escolástica Fernández y Ponce de León \| \| \| \| \| \| \| \| \| \| \| \| \| \| \| \| \| \| \| \| \| \| \| \| \| \| \| \| \| \| \| \| \| \| \| \| \| \| \| \| \| \| \| \| \| \| \| \| \| \| \| \| \| \| 22. N. Ponce de León y Enríquez de Ribera \| \| \| \| \| \| \| \| \| \| \| \| \| \| \| \| \| \| \| \| \| \| \| \| \| \| \| \| \| \| \| \| \| \| \| \| \| \| \| \| \| \| \| \| \| \| \| \| \| \| \| \| \| \| 11. Inés Marcelina Ponce de León y Mendoza \| \| \| \| \| \| \| \| \| \| \| \| \| \| \| \| \| \| \| \| \| \| \| \| \| \| \| \| \| \| \| \| \| \| \| \| \| \| \| \| \| \| \| \| \| \| \| \| \| \| \| \| \| \| 23. N. Mendoza \| \| \| \| \| \| \| \| \| \| \| \| \| \| \| \| \| \| \| \| \| \| \| \| \| \| \| \| \| \| \| \| \| \| \| \| \| \| \| \| \| \| \| \| \| \| \| \| \| \| \| \| \| \| 1. Carlos María de Alvear \| \| \| \| \| \| \| \| \| \| \| \| \| \| \| \| \| \| \| \| \| \| \| \| \| \| \| \| \| \| \| \| \| \| \| \| \| \| \| \| \| \| \| \| \| \| \| \| \| \| \| \| \| \| 24. José Balbastro y Ferrer \| \| \| \| \| \| \| \| \| \| \| \| \| \| \| \| \| \| \| \| \| \| \| \| \| \| \| \| \| \| \| \| \| \| \| \| \| \| \| \| \| \| \| \| \| \| \| \| \| \| \| \| \| \| 12. Antonio José Balbastro y Pérez \| \| \| \| \| \| \| \| \| \| \| \| \| \| \| \| \| \| \| \| \| \| \| \| \| \| \| \| \| \| \| \| \| \| \| \| \| \| \| \| \| \| \| \| \| \| \| \| \| \| \| \| \| \| 25. María Pérez \| \| \| \| \| \| \| \| \| \| \| \| \| \| \| \| \| \| \| \| \| \| \| \| \| \| \| \| \| \| \| \| \| \| \| \| \| \| \| \| \| \| \| \| \| \| \| \| \| \| \| \| \| \| 6. Isidro José Balbastro y Cátalan \| \| \| \| \| \| \| \| \| \| \| \| \| \| \| \| \| \| \| \| \| \| \| \| \| \| \| \| \| \| \| \| \| \| \| \| \| \| \| \| \| \| \| \| \| \| \| \| \| \| \| \| \| \| 26. José Catalán y Soriano \| \| \| \| \| \| \| \| \| \| \| \| \| \| \| \| \| \| \| \| \| \| \| \| \| \| \| \| \| \| \| \| \| \| \| \| \| \| \| \| \| \| \| \| \| \| \| \| \| \| \| \| \| \| 13. María Catalán y Ximeno \| \| \| \| \| \| \| \| \| \| \| \| \| \| \| \| \| \| \| \| \| \| \| \| \| \| \| \| \| \| \| \| \| \| \| \| \| \| \| \| \| \| \| \| \| \| \| \| \| \| \| \| \| \| 27. María Ximeno \| \| \| \| \| \| \| \| \| \| \| \| \| \| \| \| \| \| \| \| \| \| \| \| \| \| \| \| \| \| \| \| \| \| \| \| \| \| \| \| \| \| \| \| \| \| \| \| \| \| \| \| \| \| 3. María Josefa Balbastro y Dávila \| \| \| \| \| \| \| \| \| \| \| \| \| \| \| \| \| \| \| \| \| \| \| \| \| \| \| \| \| \| \| \| \| \| \| \| \| \| \| \| \| \| \| \| \| \| \| \| \| \| \| \| \| \| 28. Andrés de Ávila \| \| \| \| \| \| \| \| \| \| \| \| \| \| \| \| \| \| \| \| \| \| \| \| \| \| \| \| \| \| \| \| \| \| \| \| \| \| \| \| \| \| \| \| \| \| \| \| \| \| \| \| \| \| 14. Andrés de Ávila y Ahumada \| \| \| \| \| \| \| \| \| \| \| \| \| \| \| \| \| \| \| \| \| \| \| \| \| \| \| \| \| \| \| \| \| \| \| \| \| \| \| \| \| \| \| \| \| \| \| \| \| \| \| \| \| \| 29. María Teresa de Ahumada y Dávila \| \| \| \| \| \| \| \| \| \| \| \| \| \| \| \| \| \| \| \| \| \| \| \| \| \| \| \| \| \| \| \| \| \| \| \| \| \| \| \| \| \| \| \| \| \| \| \| \| \| \| \| \| \| 7. Bernarda Dávila y Fernández de Agüero \| \| \| \| \| \| \| \| \| \| \| \| \| \| \| \| \| \| \| \| \| \| \| \| \| \| \| \| \| \| \| \| \| \| \| \| \| \| \| \| \| \| \| \| \| \| \| \| \| \| \| \| \| \| 30. Amador Fernández de Agüero y Rodríguez Quintero \| \| \| \| \| \| \| \| \| \| \| \| \| \| \| \| \| \| \| \| \| \| \| \| \| \| \| \| \| \| \| \| \| \| \| \| \| \| \| \| \| \| \| \| \| \| \| \| \| \| \| \| \| \| 15. María Ana Fernández de Agüero y Bohorquez \| \| \| \| \| \| \| \| \| \| \| \| \| \| \| \| \| \| \| \| \| \| \| \| \| \| \| \| \| \| \| \| \| \| \| \| \| \| \| \| \| \| \| \| \| \| \| \| \| \| \| \| \| \| 31. Petrona Bohorques y Cabral de Ayala \| \| \| \| \| \| \| \| \| \| \| \| \| \| \| \| \| \| \| \| \| \| \| \| \| \| \| \| \| \| \| \| \| \| \| \| \| \| \| \| \| \| \| \| \| \| \| \| \| \| \| \| |                                                     |  |  |  |  |  |  |  |  |  |  |  |  |  |  |  |
| |                                                     |  |  |  |  |  |  |  |  |  |  |  |  |  |  |  |
| | 16. Juan Bautista García de Alvear y Garnica        |  |  |  |  |  |  |  |  |  |  |  |  |  |  |  |
| |                                                     |  |  |  |  |  |  |  |  |  |  |  |  |  |  |  |
| |                                                     |  |  |  |  |  |  |  |  |  |  |  |  |  |  |  |
| | 8. Diego Sebastián de Alvear y Rajadel de Escalera  |  |  |  |  |  |  |  |  |  |  |  |  |  |  |  |
| |                                                     |  |  |  |  |  |  |  |  |  |  |  |  |  |  |  |
| |                                                     |  |  |  |  |  |  |  |  |  |  |  |  |  |  |  |
| | 17. Francisca Rajadel de Escalera y Castillejo      |  |  |  |  |  |  |  |  |  |  |  |  |  |  |  |
| |                                                     |  |  |  |  |  |  |  |  |  |  |  |  |  |  |  |
| |                                                     |  |  |  |  |  |  |  |  |  |  |  |  |  |  |  |
| | 4. Santiago María de Alvear y Morales               |  |  |  |  |  |  |  |  |  |  |  |  |  |  |  |
| |                                                     |  |  |  |  |  |  |  |  |  |  |  |  |  |  |  |
| |                                                     |  |  |  |  |  |  |  |  |  |  |  |  |  |  |  |
| | 18. Francisco Morales y Cassasola                   |  |  |  |  |  |  |  |  |  |  |  |  |  |  |  |
| |                                                     |  |  |  |  |  |  |  |  |  |  |  |  |  |  |  |
| |                                                     |  |  |  |  |  |  |  |  |  |  |  |  |  |  |  |
| | 9. María Morales y Navarro                          |  |  |  |  |  |  |  |  |  |  |  |  |  |  |  |
| |                                                     |  |  |  |  |  |  |  |  |  |  |  |  |  |  |  |
| |                                                     |  |  |  |  |  |  |  |  |  |  |  |  |  |  |  |
| | 19. María Navarro y Salado                          |  |  |  |  |  |  |  |  |  |  |  |  |  |  |  |
| |                                                     |  |  |  |  |  |  |  |  |  |  |  |  |  |  |  |
| |                                                     |  |  |  |  |  |  |  |  |  |  |  |  |  |  |  |
| | 2. Diego Estanislao de Alvear y Ponce de León       |  |  |  |  |  |  |  |  |  |  |  |  |  |  |  |
| |                                                     |  |  |  |  |  |  |  |  |  |  |  |  |  |  |  |
| |                                                     |  |  |  |  |  |  |  |  |  |  |  |  |  |  |  |
| | 20. N. Fernández y Carnero                          |  |  |  |  |  |  |  |  |  |  |  |  |  |  |  |
| |                                                     |  |  |  |  |  |  |  |  |  |  |  |  |  |  |  |
| |                                                     |  |  |  |  |  |  |  |  |  |  |  |  |  |  |  |
| | 10. Juan Luis Fernández y Arnedo                    |  |  |  |  |  |  |  |  |  |  |  |  |  |  |  |
| |                                                     |  |  |  |  |  |  |  |  |  |  |  |  |  |  |  |
| |                                                     |  |  |  |  |  |  |  |  |  |  |  |  |  |  |  |
| | 21. N. Arnedo y Váquez Pacheco                      |  |  |  |  |  |  |  |  |  |  |  |  |  |  |  |
| |                                                     |  |  |  |  |  |  |  |  |  |  |  |  |  |  |  |
| |                                                     |  |  |  |  |  |  |  |  |  |  |  |  |  |  |  |
| | 5. María Escolástica Fernández y Ponce de León      |  |  |  |  |  |  |  |  |  |  |  |  |  |  |  |
| |                                                     |  |  |  |  |  |  |  |  |  |  |  |  |  |  |  |
| |                                                     |  |  |  |  |  |  |  |  |  |  |  |  |  |  |  |
| | 22. N. Ponce de León y Enríquez de Ribera           |  |  |  |  |  |  |  |  |  |  |  |  |  |  |  |
| |                                                     |  |  |  |  |  |  |  |  |  |  |  |  |  |  |  |
| |                                                     |  |  |  |  |  |  |  |  |  |  |  |  |  |  |  |
| | 11. Inés Marcelina Ponce de León y Mendoza          |  |  |  |  |  |  |  |  |  |  |  |  |  |  |  |
| |                                                     |  |  |  |  |  |  |  |  |  |  |  |  |  |  |  |
| |                                                     |  |  |  |  |  |  |  |  |  |  |  |  |  |  |  |
| | 23. N. Mendoza                                      |  |  |  |  |  |  |  |  |  |  |  |  |  |  |  |
| |                                                     |  |  |  |  |  |  |  |  |  |  |  |  |  |  |  |
| |                                                     |  |  |  |  |  |  |  |  |  |  |  |  |  |  |  |
| | 1. Carlos María de Alvear                           |  |  |  |  |  |  |  |  |  |  |  |  |  |  |  |
| |                                                     |  |  |  |  |  |  |  |  |  |  |  |  |  |  |  |
| |                                                     |  |  |  |  |  |  |  |  |  |  |  |  |  |  |  |
| | 24. José Balbastro y Ferrer                         |  |  |  |  |  |  |  |  |  |  |  |  |  |  |  |
| |                                                     |  |  |  |  |  |  |  |  |  |  |  |  |  |  |  |
| |                                                     |  |  |  |  |  |  |  |  |  |  |  |  |  |  |  |
| | 12. Antonio José Balbastro y Pérez                  |  |  |  |  |  |  |  |  |  |  |  |  |  |  |  |
| |                                                     |  |  |  |  |  |  |  |  |  |  |  |  |  |  |  |
| |                                                     |  |  |  |  |  |  |  |  |  |  |  |  |  |  |  |
| | 25. María Pérez                                     |  |  |  |  |  |  |  |  |  |  |  |  |  |  |  |
| |                                                     |  |  |  |  |  |  |  |  |  |  |  |  |  |  |  |
| |                                                     |  |  |  |  |  |  |  |  |  |  |  |  |  |  |  |
| | 6. Isidro José Balbastro y Cátalan                  |  |  |  |  |  |  |  |  |  |  |  |  |  |  |  |
| |                                                     |  |  |  |  |  |  |  |  |  |  |  |  |  |  |  |
| |                                                     |  |  |  |  |  |  |  |  |  |  |  |  |  |  |  |
| | 26. José Catalán y Soriano                          |  |  |  |  |  |  |  |  |  |  |  |  |  |  |  |
| |                                                     |  |  |  |  |  |  |  |  |  |  |  |  |  |  |  |
| |                                                     |  |  |  |  |  |  |  |  |  |  |  |  |  |  |  |
| | 13. María Catalán y Ximeno                          |  |  |  |  |  |  |  |  |  |  |  |  |  |  |  |
| |                                                     |  |  |  |  |  |  |  |  |  |  |  |  |  |  |  |
| |                                                     |  |  |  |  |  |  |  |  |  |  |  |  |  |  |  |
| | 27. María Ximeno                                    |  |  |  |  |  |  |  |  |  |  |  |  |  |  |  |
| |                                                     |  |  |  |  |  |  |  |  |  |  |  |  |  |  |  |
| |                                                     |  |  |  |  |  |  |  |  |  |  |  |  |  |  |  |
| | 3. María Josefa Balbastro y Dávila                  |  |  |  |  |  |  |  |  |  |  |  |  |  |  |  |
| |                                                     |  |  |  |  |  |  |  |  |  |  |  |  |  |  |  |
| |                                                     |  |  |  |  |  |  |  |  |  |  |  |  |  |  |  |
| | 28. Andrés de Ávila                                 |  |  |  |  |  |  |  |  |  |  |  |  |  |  |  |
| |                                                     |  |  |  |  |  |  |  |  |  |  |  |  |  |  |  |
| |                                                     |  |  |  |  |  |  |  |  |  |  |  |  |  |  |  |
| | 14. Andrés de Ávila y Ahumada                       |  |  |  |  |  |  |  |  |  |  |  |  |  |  |  |
| |                                                     |  |  |  |  |  |  |  |  |  |  |  |  |  |  |  |
| |                                                     |  |  |  |  |  |  |  |  |  |  |  |  |  |  |  |
| | 29. María Teresa de Ahumada y Dávila                |  |  |  |  |  |  |  |  |  |  |  |  |  |  |  |
| |                                                     |  |  |  |  |  |  |  |  |  |  |  |  |  |  |  |
| |                                                     |  |  |  |  |  |  |  |  |  |  |  |  |  |  |  |
| | 7. Bernarda Dávila y Fernández de Agüero            |  |  |  |  |  |  |  |  |  |  |  |  |  |  |  |
| |                                                     |  |  |  |  |  |  |  |  |  |  |  |  |  |  |  |
| |                                                     |  |  |  |  |  |  |  |  |  |  |  |  |  |  |  |
| | 30. Amador Fernández de Agüero y Rodríguez Quintero |  |  |  |  |  |  |  |  |  |  |  |  |  |  |  |
| |                                                     |  |  |  |  |  |  |  |  |  |  |  |  |  |  |  |
| |                                                     |  |  |  |  |  |  |  |  |  |  |  |  |  |  |  |
| | 15. María Ana Fernández de Agüero y Bohorquez       |  |  |  |  |  |  |  |  |  |  |  |  |  |  |  |
| |                                                     |  |  |  |  |  |  |  |  |  |  |  |  |  |  |  |
| |                                                     |  |  |  |  |  |  |  |  |  |  |  |  |  |  |  |
| | 31. Petrona Bohorques y Cabral de Ayala             |  |  |  |  |  |  |  |  |  |  |  |  |  |  |  |
| |                                                     |  |  |  |  |  |  |  |  |  |  |  |  |  |  |  |
| |                                                     |  |  |  |  |  |  |  |  |  |  |  |  |  |  |  |